# 黄浴尘
黄浴尘（1917年—2011年2月23日），男，汉族，直隶（今河北）肃宁人，中华人民共和国政治人物，曾任中共阿勒泰地委书记，新疆维吾尔自治区政协副主席，新疆维吾尔自治区人大常委会副主任。